# 潙山霊祐
潙山霊祐（いざん れいゆう）は、中国の唐代の禅僧。諡は大圓禅師。俗姓は趙。福州長渓県（福建省寧徳市霞浦県）の出身。法語として『潙山警策』がある。

## 生涯
- 大暦6年（771年）、福州長渓県に誕生した。
- 貞元元年（785年）、15歳で出家、福州建善寺の法常律師のもとで剃髪し、杭州龍興寺で受戒した。経律を学ぶ。
- 貞元9年（793年）、23歳で洪州に赴いて百丈懐海に学び[1]、その法嗣となる。
- 元和15年（820年）頃、潙山密印寺（湖南省長沙市寧郷市潙山郷）に住して、多数の門弟を訓育した。住寺は同慶寺の号を賜った。弟子の中に仰山慧寂があり、彼らの門流を、後世「潙仰宗」と称した。
- 大中7年（853年）正月9日、没す。春秋83、法臘64（『宋高僧伝』では59）。諡して大圓禅師といい、塔は清浄塔という。

## 逸話
百丈禅師が潙山の開山を弟子の華林覚と霊祐のどちらかにさせようとした時に、浄瓶を指して「この浄瓶を浄瓶と呼んではならんとすれば、なんと呼ぶか」と問うたところ、華林覚は「木切れとはいえません」と返したが、霊祐は浄瓶を蹴り飛ばして出て行ってしまった。霊祐の答えに満足した百丈禅師は霊祐を潙山の住持とした。この故事を画題にした禅画に「潙山踢瓶図」などがある。

## 伝記資料
- 『宋高僧伝』巻11「唐大潙山霊祐伝」
- 『景徳伝灯録』巻9「潭州潙山霊祐禅師」

日本語伝記
- 尾崎正善『潙山 - 潙仰の教えとは何か』臨川書店〈唐代の禅僧5〉、2007年9月。ISBN 978-4653039952。